# Lars Dahlqvist
Pour les articles homonymes, voir Dahlqvist.
Lars Dahlqvist, né le 10 octobre 1935 et décédé le 10 novembre 1969 est un coureur suédois du combiné nordique. 

## Biographie
Troisième aux Jeux du ski de Suède à Falun en 1956, il prend part aux Jeux olympiques de Squaw Valley en 1960, pour se classer huitième (20e après le saut). Deux ans plus tard, il est septième aux Championnats du monde à Zakopane et troisième à Holmenkollen.
Il remporte quatre titres individuels de champion de Suède entre 1959 et 1963.

## Palmarès

### Jeux olympiques
| Épreuve / Édition | Squaw Valley 1960 |
| Individuel        | 8e                |

Les Jeux olympiques comptent également comme championnats du monde sauf pour le combiné nordique.

### Championnats du monde
Il termine 28e du combiné en Championnats du monde de ski nordique 19581958. 
Il termine 7e en 1962.

### Championnats de Suède de combiné nordique
- Il a remporté le titre en 1959, 1960, 1962 et 1963. Il remporte le titre par équipes en 1960, 1961 et 1962.

### Jeux de ski de Suède
- Il a terminé 3e (derrière Bengt Eriksson et Pekka Ristola) en combiné nordique dans cette compétition en 1956.

### Festival de ski d'Holmenkollen
- Il termine 3e (derrière Ole Henrik Fagerås et Tormod Knutsen) en 1962 dans le combiné nordique (no).